# Yumi Obe
Yumi Obe (大部 由美 Ōbe Yumi?), född 15 februari 1975, är en japansk tidigare fotbollsspelare.
Yumi Obe debuterade för japans landslag den 21 augusti 1991 i en 0–0-match Kina. Hon spelade 85 landskamper för det japanska landslaget. Hon deltog bland annat i fotbolls-VM 1991, fotbolls-VM 1995, fotbolls-VM 2003, OS 1996 och OS 2004.